# NGC 2402/2
NGC 2402/2 је спирална галаксија у сазвежђу Мали пас која се налази на NGC листи објеката дубоког неба.
Деклинација објекта је + 9° 39' 14" а ректасцензија 7h 30m 47,8s. Привидна величина (магнитуда) објекта NGC 2402 износи 15,2 а фотографска магнитуда 16,0. NGC 24022 је још познат и под ознакама UGC 3891, MCG 2-19-4, CGCG 57-15, PGC 200236.